# Colchicum polyphyllum
Colchicum polyphyllum là một loài thực vật có hoa trong họ Colchicaceae. Loài này được Boiss. & Heldr. miêu tả khoa học đầu tiên năm 1859.